# Szlama Nutkiewicz
Szlama Nutkiewicz, także: Sergej Nutkiewicz, Siergiej Nutkiewicz, ps. „Yudes Dambi”, „S. Yungman”, „F. Betisman”, „NS”, „N. Sergash”, „S-zh” i Serozh (ur. 5 stycznia lub 21 września 1906 w Łodzi, zm. czerwiec 1988) – polityk Bundu, nauczyciel.

## Życiorys
Szlama Nutkiewicz od młodości działał w żydowskim ruchu socjalistycznym. Był współzałożycielem łódzkiego oddziału Cukunft, a następnie członkiem Komitetu Centralnego Cukunft w Polsce oraz współzałożycielem oddziału Socjalistiszer Kinder-Farband (SKIF) w Łodzi. W latach 1934–1939 był radnym Rady Miejskiej w Łodzi z ramienia Bundu. Pracował również jako nauczyciel. 28 maja 1935 został brutalnie pobity przez radnych: Wincentego Kożuchowskiego i Antoniego Czernika z Obozu Narodowego w trakcie posiedzenia rady miejskiej w Łodzi, co skutkowało utratą przytomności i pęknięciem czaszki. Pobicie było pokłosiem antynacjonalistycznych wypowiedzi socjalistycznych radnych: Adama Walczaka i Janusza Urbacha, które sprowokowały członków Obozu Narodowego do ataku na socjalistów. Nutkiewicz po pobiciu opuścił szpital Poznańskich 12 czerwca 1935. W styczniu 1937 został wybrany przewodniczącym łódzkiego oddziału Bundu. W 1938 miał dowiedzieć się o molestowaniu dzieci przez Chaima Rumkowskiego, będącego wówczas dyrektorem Żydowskiego sierocińca w Helenówku. Swoje doniesienia miał zweryfikować przepytując dzieci i pracowników sierocińca by potem donieść na Rumkowskiego do Departamentu Opieki Społecznej. W związku z brakiem reakcji Departamentu oraz obawą o zemstę ze strony Rumkowskiego, który po wkroczeniu Niemców do Łodzi został przewodniczącym Starszeństwa Żydów w Łodzi i jednocześnie jednym z najbardziej wpływowych Żydów w Łodzi, wyjechał z miasta na początku września 1939 przenosząc się do rosyjskiej strefy okupacyjnej, następnie zamieszkał w Wilnie, by później wyjechać w 1941 do Kanady, gdzie działał w Związku Polaków w Kanadzie. Następnie przeniósł się do Detroit w USA. W 1954 uzyskał tytuł magistra z pracy socjalnej na Uniwersytecie Stanu Michigan ze specjalizacją w zakresie pracy z osobami starszymi. Przez pewien czas był nauczycielem i dyrektorem szkół The Workers Circle w Toronto i Detroit. Od 1954 pracował jako nauczyciel i wykładowca w Los Angeles, prowadził zajęcia dla dorosłych i osób starszych w Centrum Społeczności Żydowskiej oraz był współpracownikiem anglojęzycznego miesięcznika Centre Life w Los Angeles, gdzie spędził ostatnie lata swojego życia.

### Życie prywatne
Żoną Nutkiewicza była Betty, która w Łodzi pracowała jako nauczycielka.
Szlama Nutkiewicz został pochowany w West Hollywood.

## Publikacje
Nutkiewicz w ciągu swojego życia publikował m.in. w: Socjalistisze Jugnt-Sztime (Głos socjalistycznej młodzieży) w Warszawie, Lodzer Weker (Alarm łódzki, 1933–1939), pracował jako redaktor Fołks-Cajtung (Gazeta Ludowa, 1936–1939, Łódź i Warszawa), Jungt Weker (alarm młodzieżowy) w Warszawie, Lodzher Socjalistisze Sztime (Socjalistyczny głos Łodzi, 1920). Współpracował także z polskimi gazetami socjalistycznymi: Walka Ludu w Warszawie i „Łodzianin” w Łodzi oraz pisał dla Forverts, Der veker (Alarm), Gerekhtikeyt (Sprawiedliwość), współredagował Lodzher yizker-buch (Tom pamięci o Łodzi, 1943), Doyres bundistn, Unzer shtime (Nasz głos) w Paryżu i Foroys w Meksyku. W latach 1942–1946 był redaktorem polskiego socjalistycznego pisma Walka Ludu w Toronto. Ponadto pisał utwory sceniczne dla zespołów dramatycznych w Łodzi, Toronto, Detroit i Los Angeles.